# Mezquita de Hasan Pachá
La Mezquita de Hasan Pachá (árabe: مسجد حسن الباشا masŷid ḥasan al-bāšā), Mezquita del Pachá o Gran Mezquita es una mezquita de Orán, construida en 1797 por orden de Mohámed Bey, que la dedicó a Baba Hasan, Pachá de Argel, en conmemoración de la expulsión de los españoles. En primer imán de la mezquita fue Sheikh Sidi Mohámed al-Sunni al-Mahaŷi.

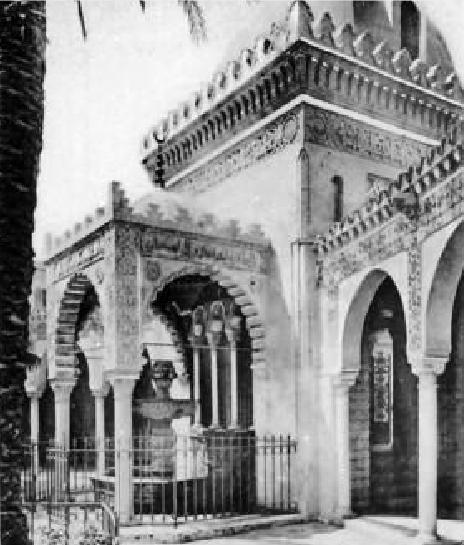
Fuente de abluciones en la mezquita de Hasan Pachá de Orán.